# Футбольна асоціація Сьєрра-Леоне
Футбольна асоціація Сьєрра-Леоне (англ. Sierra Leone Football Association) — організація, яка здійснює контроль та управління футболом у Сьєрра-Леоне. Розташовується у Фрітауні. ФАСЛ заснована 1960 року, вступила до ФІФА 1960 року, а у КАФ — 1967 року. У 1975 стала членом-засновником Західноафриканського футбольного союзу. Асоціація організує діяльність та управляє національними збірними з футболу (чоловічою, жіночою, молодіжними). Під егідою асоціації проводиться чемпіонат країни та багато інших змагань.